# Barwedel
Barwedel település Németországban, azon belül Alsó-Szászország tartományban. Lakosainak száma 1009 fő (2023. december 31.). Barwedel Sassenburg, Ehra-Lessien, Bergfeld, Tiddische és Jembke községekkel határos.

## Népesség
A település népességének változása:
| Lakosok száma | 1002 | 979  | 996  | 989  | 1028 | 1019 | 1009 |
|               | 2016 | 2017 | 2018 | 2019 | 2021 | 2022 | 2023 |